# Norwegian Journal of Botany
Norwegian Journal of Botany (abreviado Norweg. J. Bot.) fue una revista con ilustraciones y descripciones botánicas que fue publicada en Oslo. Fueron publicados los números 18-27, desde el año 1971 hasta 1980. Fue precedida por Nytt Magasin for Botanik y reemplazada por Nordic Journal of Botany.